# Metodo di calcolo retributivo fascista
Il metodo di calcolo retributivo fascista, nell'ordinamento italiano è un metodo di calcolo appartenente ad uno schema pensionistico con formula delle rendite predefinita (ovvero "secondo le leggi vigenti al momento del pensionamento"), introdotto con il Regio Decreto Legge n. 636 del 1939 che definiva il funzionamento del modello previdenziale corporativo fascista.
Il metodo serve per determinare l'importo della pensione di vecchiaia al raggiungimento dei requisiti previsti dalla legge (al momento del pensionamento) che riguardano l'età pensionabile e l'anzianità contributiva per cui l'importo della pensione è legato a tutti i redditi conseguiti durante l'attività (attraverso i contributi versati e l'aliquota contributiva pensionistica di finanziamento) cui si applicano dei coefficienti di rendimento per scaglioni.

## L'art. 12 del R.D.L. 636/1939
" L'ammontare della gestione annua è determinato:
a  )  per gli assicurati impiegati, in ragione del 54 per cento delle prime 1500 lire di contribuzione,  del 39 per cento delle successive 1500 lire e  del 24 per cento del rimanente importo dei contributi;
b ) per gli assicurati operai, in ragione del 54 per cento delle prime 700 lire di contribuzione, del 39 per cento delle successive 700 lire e del 24 per cento del rimanente importo dei contributi;
c  )  per le assicurate impiegate, in ragione del 43 per cento delle prime 1500 lire di contribuzione,  del 31 per cento delle successive 1500 lire e  del 19 per cento del rimanente importo dei contributi;
d ) per le assicurate operaie, in ragione del 43 per cento delle prime 700 lire di contribuzione, del 31 per cento delle successive 700 lire e del 19 per cento del rimanente importo dei contributi.
La pensione, calcolata secondo le norme di cui al comma precedente, è  aumentata di un decimo del suo ammontare per ogni figlio a carico del pensionato,  di età  non superiore ai 15 anni o anche di età superiore purché inabile al lavoro.
Per i  pensionati ai quali  è  stata liquidata la pensione come appartenenti alla categoria impiegati, il limite di età dei figli a carico,  per la corresponsione dei decimi supplementari di cui al comma precedente, è stabilito a 18 anni."

## Applicazione
Se si analizza il funzionamento del metodo di calcolo retributivo fascista, si nota che l'aliquota alta del primo scaglione tende a garantire una pensione minima con un innovativo risvolto sociale.
Il metodo retributivo fascista è innovativo in quanto va visto all'interno del sistema pensionistico obbligatorio riformato con l'istituzione dell'Istituto Nazionale Fascista della Previdenza Sociale.
Si evidenzia quindi che veniva implementato un sistema pensionistico senza patrimonio di previdenza secondo il modello previdenziale corporativo fascista.

### Leggi
- Regio decreto-legge 14 aprile 1939,  n.  636  (in Gazz. Uff., 3 maggio,   n.   105).   --   Modificazioni delle disposizioni sulle assicurazioni obbligatorie per l'invalidità e la vecchiaia, per la tubercolosi e per la disoccupazione involontaria., su diritto.it. URL consultato il 26 aprile 2014 (archiviato dall'url originale il 14 luglio 2014).
- Regio decreto-legge 14 aprile 1939,  n.  636  (in Gazz. Uff., 3 maggio,   n.   105).   --   Modificazioni delle disposizioni sulle assicurazioni obbligatorie per l'invalidità e la vecchiaia, per la tubercolosi e per la disoccupazione involontaria., su superabile.it. URL consultato il 26 aprile 2014.
- Conversione in legge, con modificazioni, del regio decreto-legge 4 ottobre 1935, n. 1827, concernente il perfezionamento e coordinamento legislativo, su edizionieuropee.it. URL consultato il 23 luglio 2014 (archiviato dall'url originale il 20 marzo 2013).
- Regio Decreto - Legge 4 ottobre 1935, n. 1827 (PDF), su superabile.it. URL consultato il 26 aprile 2014 (archiviato dall'url originale il 27 aprile 2014).
- Regio Decreto - Legge 4 ottobre 1935, n. 1827 (PDF), su stranieriinitalia.it. URL consultato il 30 aprile 2014 (archiviato dall'url originale il 2 maggio 2014).